# کوراگ (داغستان)
کوراگ (به لاتین: Kurag) یک منطقهٔ مسکونی در روسیه است که در شهرستان آگولسکی واقع شده‌است.